# دين جونسون
دين جونسون (بالإنجليزية: Dean Johnson)‏ هو سياسي أمريكي، ولد في 24 يونيو 1947. حزبياً، نشط في الحزب الجمهوري لمينيسوتا ‏ والحزب الجمهوري والحزب الديمقراطي.

## مناصب
- انتخب عضو مجلس ولاية مينيسوتا.
- انتخب مجلس نواب مينيسوتا.
- انتخب مجلس شيوخ مينيسوتا.
- انتخب List of minority leaders of the Minnesota Senate [الإنجليزية]‏.
- انتخب List of majority leaders of the Minnesota Senate [الإنجليزية]‏.